# Alarich Lenz

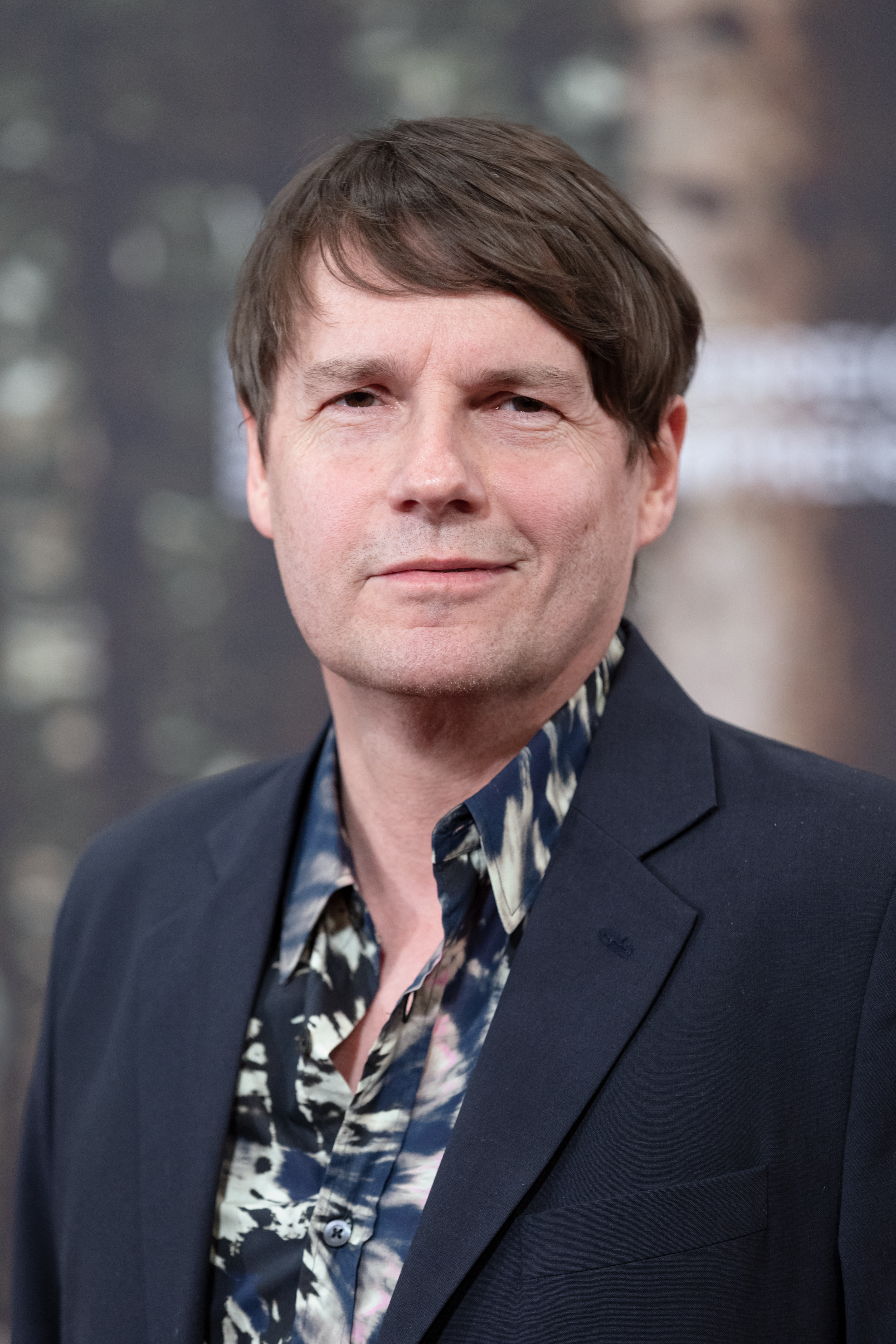
Alarich Lenz beim Österreichischen Filmpreis 2020

Alarich Lenz (* 27. Mai 1967 in Hallein) ist ein österreichischer Filmeditor.

## Leben
Alarich Lenz maturierte an einer HTL und begann danach Philosophie an der Universität Wien zu studieren. Nach rund zehn Jahren des Studiums an der Universität Wien bewarb er sich erfolgreich an der Filmakademie Wien, wo er ab 1998 Schnitt studierte. Parallel zu seiner Ausbildung arbeitete er zunächst als Schnittassistent, insbesondere mehrere Jahre lang mit der Editorin Monika Willi an Filmen des Regisseurs Michael Haneke. Aufträge für Lenz als Editor bei zahlreichen Kino- und Fernsehproduktionen folgten, bereits bevor er 2007 schließlich sein Studium an der Filmakademie mit Diplom beendete. Er ist Mitglied der Akademie des Österreichischen Films.
Lenz ist auch bekannt als Schachspieler, der im Juli 1990 seine höchste Elo-Zahl von 2280 erreichte und mehrere Saisons in der österreichischen Staatsliga A beziehungsweise 1. Bundesliga spielte (von 1989 bis 1991 und von 1993 bis 1995 für den Salzburger Verein 1. SSK Mozart, von 2005 bis 2007 sowie erneut in der Saison 2013/2014 für den Wiener Verein Tschaturanga).

## Filmografie

### Schnitt
- 2002: Kreuz & Quer: Drei Buddhisten – Vier Wahrheiten
- 2002: Projektionen eines Filmvorführers in einem Pornokino
- 2003: Wenn es regnet
- 2004: Anna und der Soldat
- 2004: Felix Ende
- 2004: Von bis
- 2005: Mein Mörder
- 2007: Franz Fuchs – Ein Patriot
- 2007: Meine liebe Republik
- 2007: Universum: Zugspitze – Berg der Kontraste
- 2008: Der erste Tag
- 2008: Universum: Mythen der Alpen
- 2008: Universum: Der Prater – Eine wilde Geschichte
- 2009: Jeannette
- 2009: The Making of Futbol
- 2010: Meine Tochter nicht
- 2010: Schatten der Erinnerung
- 2011: Atmen
- 2011: Bauernopfer
- 2011: Daschka
- 2011: Isenhart – Die Jagd nach dem Seelenfänger
- 2011: Nur der Berg kennt die Wahrheit
- 2011: Vielleicht in einem anderen Leben
- 2012: Braunschlag (vier Folgen)
- 2012: Meine Tochter, ihr Freund und ich
- 2012: Die Rache der Wanderhure
- 2013: Schlawiner (vier Folgen)
- 2013: Alles Schwindel (Fernsehfilm)
- 2013: Die Spätzünder 2 – Der Himmel soll warten
- 2013: Spuren des Bösen – Zauberberg
- 2013: Und Äktschn!
- 2013: Die verbotene Frau
- 2014: Guten Tag
- 2015: Altes Geld (acht Folgen)
- 2015: Jack
- 2015: Superwelt
- 2016: Hotel Rock’n’Roll
- 2016: Landkrimi – Drachenjungfrau (Fernsehreihe)
- 2017: Anna Fucking Molnar
- 2018: Die letzte Party deines Lebens
- 2018: Landkrimi – Der Tote im See (Fernsehreihe)
- 2018: Womit haben wir das verdient?
- 2018: Stadtkomödie – Geschenkt (Fernsehreihe)
- 2019: Kaviar
- 2019: Wie ich lernte, bei mir selbst Kind zu sein
- 2019: Herzjagen (Fernsehfilm)
- 2019: Nobadi
- 2019: Stadtkomödie – Der Fall der Gerti B. (Fernsehreihe)
- 2019: Landkrimi – Das letzte Problem (Fernsehreihe)
- 2020: Das schaurige Haus
- 2020: Landkrimi – Waidmannsdank (Fernsehreihe)
- 2020: Tatort: Unten (Fernsehreihe)
- 2022: Stadtkomödie – Der weiße Kobold (Fernsehreihe)
- 2022: Das Netz – Prometheus (Fernsehserie)
- 2022: Der Onkel – The Hawk
- 2023: Landkrimi – Das Schweigen der Esel (Fernsehreihe)
- 2023: Am Ende – Die Macht der Kränkung (Fernsehserie)
- 2023: Wald
- 2023: Wie kommen wir da wieder raus?
- 2024: Landkrimi – Bis in die Seele ist mir kalt (Fernsehreihe)
- 2024: Die Fälle der Gerti B. (Fernsehserie)
- 2024: Landkrimi – Schnee von gestern (Fernsehreihe)
- 2024: Kopftuchmafia – Ein Stinatz-Krimi (Fernsehreihe)
- 2025: Totenfrau (Fernsehserie)
- 2025: Uhudler-Verschwörung – Ein Stinatz-Krimi (Fernsehreihe)

### Schnitt-Assistenz
- 2000: Der Kreis Luther (auch Lichttechnik)
- 2001: Die Klavierspielerin
- 2001: Lovely Rita
- 2003: Böse Zellen
- 2003: Wolfzeit
- 2004: Fräulein Phyllis
- 2004: Ne fais pas ça!
- 2005: Caché
- 2005: Workingman’s Death
- 2011: Whores’ Glory

### Tongestaltung
- 2002: Aus.schluss
- 2002: Der Freiheit

## Auszeichnungen

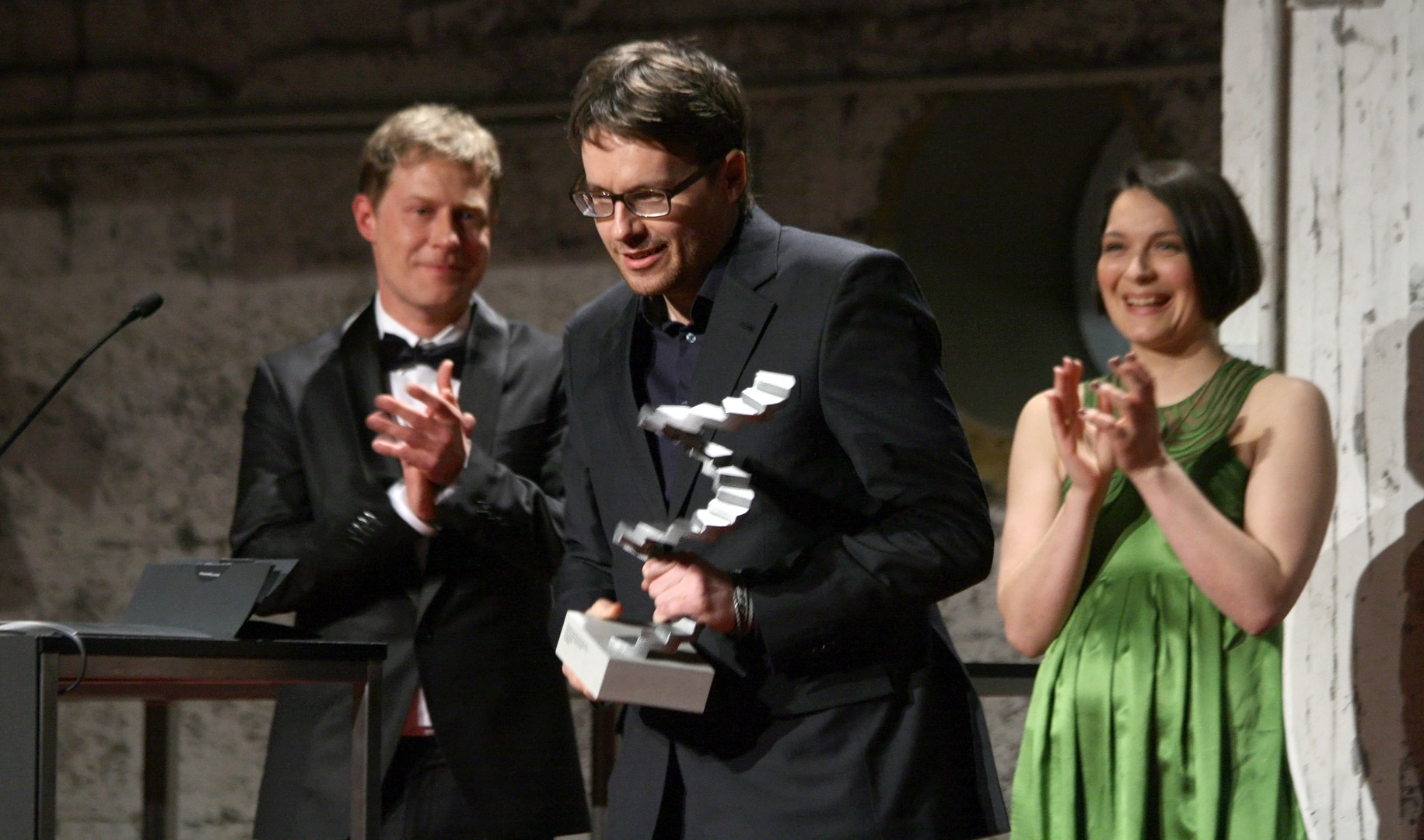
Alarich Lenz mit dem Österreichischen Filmpreis 2012

- Beste künstlerische Montage Dokumentarfilm – Diagonale 2007 (für Meine liebe Republik)
- Bester Schnitt – Österreichischer Filmpreis 2012 (für Atmen)[4]